# Alon Yavnai
Alon Yavnai (hebräisch אלון יבנאי; * 1969) ist ein israelischer Jazzpianist und Komponist.

## Leben und Wirken
Yavnai, der in Tel Aviv aufwuchs, begann im Alter von vier Jahren Klavier zu spielen; mit 13 Jahren begleitete er professionell Sänger. Nach seiner Graduierung an der Thelma-Yalin-Kunsthochschule und dem Givatajim-Konservatorium setzte er seine Studien an der Berklee School of Music in Boston, Massachusetts fort. Dort arbeitete er u. a. mit Paquito D’Rivera in mehreren Formationen, außerdem mit Regina Carter, den New York Voices und seinem eigenen Trio. Er spielte zudem mit Freddie Hubbard, Joe Lovano, Nancy Wilson, Rosa Passos, Leny Andrade, Louis Hayes, Bob Moses, Ravi Coltrane, Romero Lubambo, Claudio Roditi, Rufus Reid, Jim Chapin, Gregg August und George Garzone. 2001 legte er sein Debütalbum D.S. Al Coda vor; 2008 erhielt Yavnai als Mitglied des Paquito D’Rivera Quintet für seine Mitwirkung am Album Funk Tango, zu dem Yavnai das Titelstück geschrieben hatte, einen Grammy (in der Kategorie „bestes Latin-Jazz-Album“). Im selben Jahr legte er das Album Travel Notes vor, aufgenommen in Solo- und in Trio-Besetzung mit dem Bassisten Omer Avital und Jamey Haddad (Perkussion). 2012 erschien ein gemeinsames Album mit der NDR Bigband.

## Diskografie – Hinweise
- D.S. Al Coda (Whaling City Sound, 2001), mit George Garzone, Avishai Cohen
- Picture This (Bon Rapport Music, 2004)
- Travel Notes (ObliqSound, 2008)
- Alon Yavnai/NDR Bigband: Schir Ahava (dt. Liebeslied) (2012)